# Svrbice
Svrbice (in ungherese Szerbőc) è un comune della Slovacchia facente parte del distretto di Topoľčany, nella regione di Nitra.